# Yahya al-Mutasim
Pour les articles homonymes, voir Yahya et Al-Mu'tasim.
Cet article possède un paronyme, voir Al-Musta'sim.
Yahyâ al-Mu`tasim (en arabe:أبو زكرياء المعتصم يحي بن الناصر abū zakarīyā' al-mu`taṣim yaḥyā ben an-nāṣir;en berbère :ⴰⴱⵓ ⵣⴰⴽⴰⵔⵉⵢⴰ ⴰⵍ-ⵎⵓⵜⴰⵚⵉⵎ ⵢⴰⵃⵢⴰ ⴱⴻⵏ ⵏⴰⵚⵉⵔ) est né à une date inconnue. Fils de Muhammad an-Nâsir, il fut prétendant au titre de calife almohade à deux reprises. Il est mort en 1229.

## Histoire
À la mort de Abû Muhammad al-`Âdil en 1227 il était soutenu par les cheikhs de Marrakech, mais avait été évincé par Abû al-`Alâ' Idrîs al-Ma'mûn qui régna jusqu'en 1233.
À la mort de ce dernier, il renouvela ses prétentions, mais c'est le jeune fils du calife, Abû Muhammad ar-Rachîd `Abd al-Wâhid, qui lui fut préféré. Il réussit à maintenir à Marrakech un califat rival, jusqu'à sa mort en 1236 au moment de la prise de Marrakech par Abû Muhammad ar-Rachîd `Abd al-Wâhid qui réussit à refaire l'unité de l'empire Almohade.

## Sources
- Charles-André Julien, Histoire de l'afrique du Nord, des origines à 1830, édition originale 1931, réédition Payot, Paris, 1994
- Le site en arabe http://www.hukam.net/